# Silnice II/488

Původní označení silnice II/488

Silnice II/488 byla do roku 2012 silnice II. třídy v okrese Zlín ve Zlínském kraji, spojující města Vizovice a Slavičín.

## Původní vedení
- Vizovice (odbočení z I/49)
- Loučka
- rozc. Haluzice (odbočka II/494, také přetrasovaná)
- Lipová
- Slavičín (odbočka II/493)
- Hrádek na Vlárské dráze (napojení na II/495)

## Přečíslování
Rozhodnutím Ředitelství silnic Zlínského kraje bylo ke dni 21. 2. 2012 rozhodnuto o přečíslování této silnice a to následovně:
| Původní označení | Nové označení | Délka úseku | Vedení trasy                                                         |
| ---------------- | ------------- | ----------- | -------------------------------------------------------------------- |
| II/488           | III/4932      | 17,547 km   | Vizovice (křiž. s I/49) - Slavičín (křiž. s II/493)                  |
| II/488           | II/493        | 3,024 km    | Slavičín (křiž. s II/493) - Hrádek na Vlárské dráze (křiž. s II/495) |